# 6. listopada
6. listopada (6. 10.) 279. je dan godine po gregorijanskom kalendaru (280. u prijestupnoj godini).
Do kraja godine ima još 86 dana.

## Događaji
- 1697. – Eugen Savojski prešao Savu na svom pohodu prema Sarajevu. Prilikom povratka u Osijek s njim je Bosnu napustilo do 40.000 katolika.
- 1878. – Hrvatski sabor zamolio cara Franju Josipa I. da na temelju hrvatskog državnog prava Bosnu i Hercegovinu prisajedini Hrvatskoj što je car odbio.
- 1908. – Austro-ugarska Vlada, prisiljena međunarodnim okolnostima, objavila dekret o aneksiji Bosne i Hercegovine.
- 1940. – Cvetkovićeva vlada donijela je odluku o stvaranju vojnih koncentracijskih logora.
- 1985. – Marita Koch, DDR, postavila nedostižni svjetski rekord na 400 m za žene: 47,60 sekundi, na Svjetskom kupu u Canberri, Australija.
- 1991. – Utemeljena 144. brigada HV, Sesvete.
- 1991. – Ustrojena i mobilizirana 145. brigada HV.[1]
- 1991. – Na sastanku Poljske, Mađarske i Češkoslovačke zatražena intervencija međunarodnih snaga u Hrvatskoj.[2]

| - 1803. – Aleksandr Andrejevič fon Bunge – ruski botaničar, orijentalist, sinolog, istraživač i liječnik († 1890.) - 1820. – Jenny Lind, švedska operna pjevačica († 1887.) - 1827. – Josip Freudenreich, hrvatski kazališni glumac i redatelj († 1881.) - 1831. – Richard Dedekind, njemački matematičar († 1916.) - 1846. – George Westinghouse, američki izumitelj († 1914.) - 1876. – Watt Sam, pripovjedač i kulturni povjesničar plemena Natchez - 1887. – Le Corbusier, francuski arhitekt švicarskog porijekla († 1965.) - 1888. – Maria Bertilla Boscardin, talijanska svetica († 1922.) - 1927. – Ante Babaja, hrvatski redatelj i scenarist († 2010.) - 1939. – Bruno Bušić, hrvatski domoljub, mislilac i borac za neovisnost († 1978.) - 1965. – Jürgen Kohler, njemački nogometaš - 1974. – Walter Centeno, kostarikanski nogometaš - 1978. – Nikša Butijer, hrvatski glumac | - 1849. – Dragutin Knežić, hrvatski general (* 1808.) - 1891. – Charles Stewart Parnell, irski političar (* 1891.) - 1951. – Otto Fritz Meyerhof, njemački liječnik, nobelovac (* 1884.) - 1989. – Bette Davis, američka glumica (* 1908.) - 1980. – Ernest Radetić, hrvatski književnik (* 1899.) - 1981. – Anwar el-Sadat, egipatski državnik (* 1918.) - 2022. – Ivan Kramar, bosanskohercegovački i hrvatski katolički svećenik, franjevac i pjesnik (* 1967.) - 2022. – Ankica Tuđman, supruga prvog hrvatskog predsjednika (* 1926.) |

## Blagdani i spomendani
- Dan sjećanja na žrtve Domovinskog rata u Bosanskoj Posavini. Za spomendan je uzet nadnevak pada Bosanskoga Broda i većeg dijela Bosanske Posavine, koji je doveo do egzodusa hrvatskoga i bošnjačkog naroda toga kraja.[3]